# 영천 은해사 운부암 금동보살좌상
영천 은해사 운부암 금동보살좌상(永川 銀海寺 雲浮庵 金銅菩薩坐像)은 대한민국 경상북도 영천시 청통면 치일리, 은해사 운부암에 있는 조선시대의 불상이다. 1969년 7월 30일 대한민국의 보물 제514호로 지정되었다.

## 개요
영천 은해사 운부암 금동보살좌상(永川 銀海寺 雲浮庵 金銅菩薩坐像)은 신라 헌덕왕 1년(809)에 혜철국사가 창건한 은해사의 운부암에 모셔진 보살상으로 불꽃무늬·꽃무늬·극락조(極樂鳥) 등으로 장식한 화려한 관(冠)을 쓰고 있는 높이 1.02m의 아담한 작품이다.
얼굴은 눈꼬리가 약간 올라간 갸름한 형태이며, 온 몸을 휘감은 구슬장식이 무척 화려한 모습이다. 신체 표현은 굴곡 없이 수평적이어서 형식적으로 처리된 느낌이지만 안정감을 주고 있다. 이런 표현은 《영덕 장육사 건칠보살좌상》(보물 제993호), 《대승사 금동보살좌상》(보물 제991호)과 비슷한 양식으로 지방적인 특색이 엿보인다. 목에 있는 띠 주름식의 삼도(三道), 가슴 아래 띠로 묶은 매듭 표현, 양 다리에 대칭적으로 흘러내린 옷주름 등은 조선 초기 보살상의 전형적인 양식을 따르고 있는 모습이다.
이러한 점에서 고려 후기 경상북도 지역의 지방색을 계승하고 있는 조선 초기의 보살상으로 볼 수 있다.

## 참고 자료
- 영천 은해사 운부암 금동보살좌상 - 국가유산청 국가유산포털